# 東京都議会

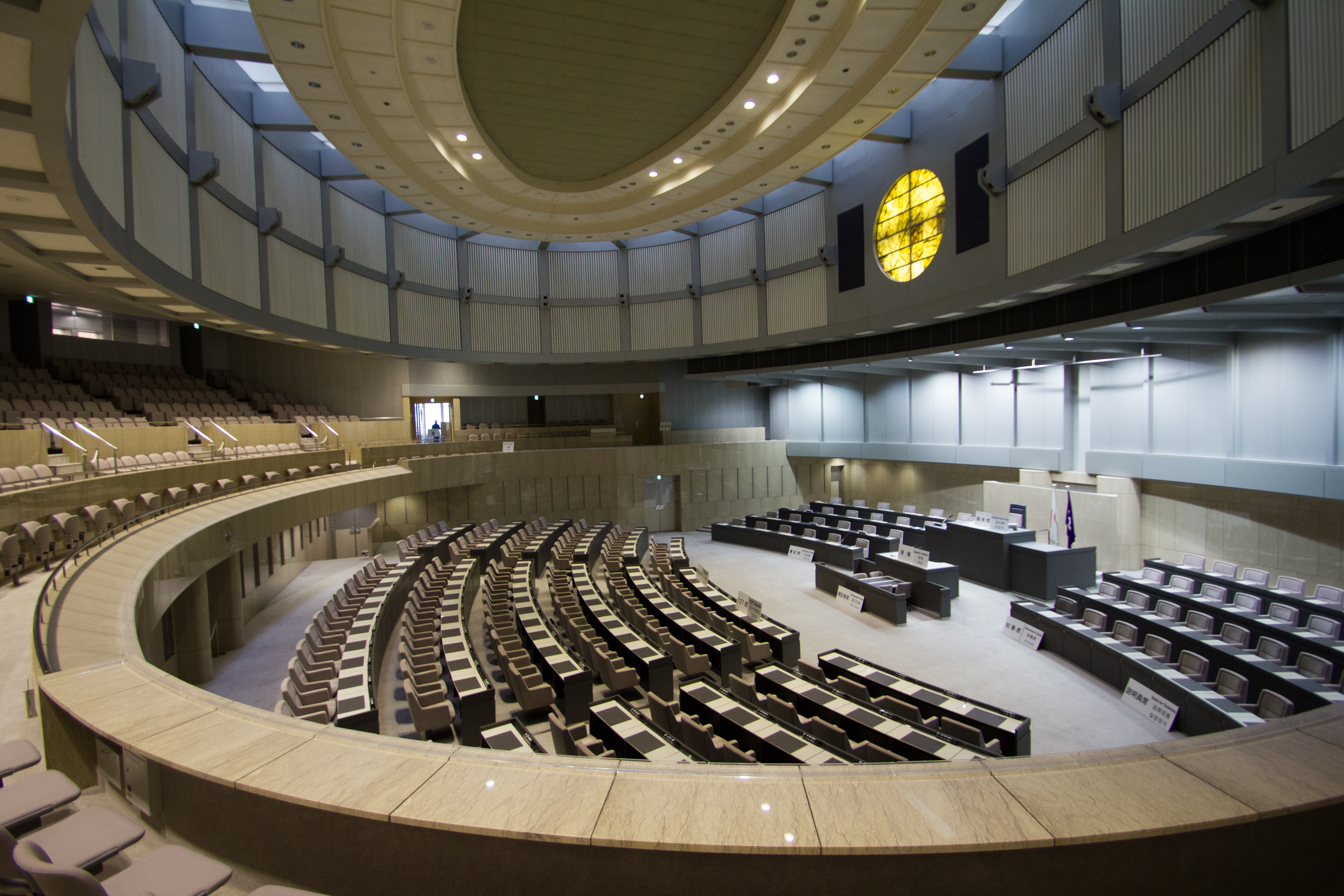
東京都議会議事堂
本会議場

東京都議会（とうきょうとぎかい、英: Tokyo Metropolitan Assembly）は、東京都の地方議会。略称は都議会。

## 歴史

### 東京府会時代
1878年に府県会規則が制定されたことに伴い現在の東京都議会の直接の前身である東京府会が発足。1890年には府県制が施行され、1899年には府県会に直接選挙制度が導入されたため東京府会においても同法に基づく東京府会選挙が実施された。
また、のちに東京都制の施行に伴い廃止される東京市では、1889年の市制施行に伴い東京市会が発足し、1943年の東京市廃止に伴う東京市会解散まで、東京市内の各区会や市外の市町村会とあわせて東京府下の地方自治を担っていた。
1943年の東京都制施行により東京市会は廃止、東京府会は第1回都議会議員選挙の後に東京都議会と改められる事になる。

### 東京都議会発足から黎明期
1943年（昭和18年）6月1日、東京都制制定。7月1日、東京都制施行。9月13日、第1回都議会議員選挙（定数100人）。10月11日、第1回東京都議会臨時会開会。
1947年（昭和22年）4月30日、第2回都議会議員選挙（定数120人）。6月27日、都議会食糧対策委員会を設置。
1951年（昭和26年）1月23日、千代田区丸の内に都議会議事堂落成。4月30日、第3回都議会議員選挙（定数120人、同日執行の第2代都知事選挙で安井誠一郎が当選）。
1955年（昭和30年）4月23日、第4回都議会議員選挙（定数120人、同日執行の第3代都知事選挙で安井誠一郎が当選）。
1959年（昭和34年）4月23日、第5回都議会議員選挙（定数120人、同日執行の第4代都知事選挙で東龍太郎が当選）。5月18日、都議会全員協議会でオリンピック招致決議。10月2日、オリンピック東京大会準備実行委員会を設置。
1963年（昭和38年）4月17日、第6回都議会議員選挙（定数120人、同日執行の第5代都知事選挙で東龍太郎が当選）。

### 自主解散
都道府県議会は通常4年ごとに任期満了選挙（統一地方選挙）を行なうが、東京都議会は1965年（昭和40年）に都道府県議会としては初めて「自主解散」による選挙を行なっている。なお、衆議院同様、知事や首長に対する不信任が決議された場合、知事や首長は議会を解散出来る（地方自治法第178条）。
自民党の小山貞雄・藤森賢三・加藤好雄の3都議の間で激しい争いとなった同年3月9日議長選挙は、小山の当選でひとまず幕を下ろすかと思われたが、同月15日に藤森が贈賄容疑で逮捕されたのを皮切りに、5月20日までに小山・加藤を含む自民党所属都議17名が、議長選挙と許認可をめぐる別の二件の汚職において、連日贈収賄容疑で逮捕・起訴されるという、前代未聞の「底なし汚職」の様相を呈するに至った（東京都議会黒い霧事件）。
都議会に対する都民の不信は高まり、社会・共産・公明・民社の4党と東京地方労働組合評議会の5団体が都議会リコール運動での共闘を決定、5月28日に「都政刷新・都議会解散・リコール推進本部」が設置された。リコール請求に基づき東京都選挙管理委員会が6月3日にリコール投票を告示。しかし都議会は、自民党主導で急ぎ制定され6月3日に施行された地方公共団体の議会の解散に関する特例法にもとづいて、2年後の任期満了を待たずに自主解散することを議決、7月23日に選挙が行われた。
これが日本国憲法下の地方自治体議会としては初めて自主解散による選挙であった。以降東京都議会選挙は統一地方選挙で行われる知事選と2年ずれ（2年後の7月）、都議選が都政の中間選挙という意味合いを持つようになった。その後2012年（平成24年）から2016年（平成28年）にかけて石原慎太郎、猪瀬直樹、舛添要一が相次いで任期中に辞職したことにより都知事選も統一地方選挙からずれ、以降は都議選が知事選の1年後に行われることとなる。

### 公明党
1967年4月、社会党と共産党の両党が推した美濃部亮吉が東京都知事に当選し、革新都知事が生まれた。220万票を獲得しての当選であった。自民・民社が推した松下正寿に13万6000票差をつけた。また、公明党が独自に推した候補者が60万票獲得した。当時、都議会の第二党は社会党（当時）ではなく公明党であり、藤井富雄は都議会のドンと言われた。つまり自民党が第一党で社会党が第二党のいわゆる55年体制とは別の政治世界（時間）が東京都（都議会）にはあった。

### 民主党都議会第1党
2009年（平成21年）7月12日に行われた東京都議会議員選挙は、第45回衆議院議員総選挙の前哨戦と位置づけられた。東京都独自の争点は新銀行東京の経営問題、築地市場の移転問題、都立小児病院の廃止問題などであった。
与党である自民党・公明党の目標は過半数、民主党は都議会の政権交代を目標とした。民主党は58人を擁立し定数8の大田区では4人を公認するなど強気の姿勢をとった。注目度が高いため投票率は2005年の都議選の43.99%を大きく超え54.49%となった。1950年（昭和25年）以降、自民党が議席を守ってきた千代田区・中央区で民主党候補に敗れたのをはじめ、保守が強いといわれる青梅市でも敗れ、1人区で議席を守ったのは島嶼部だけとなった。結果38選挙区でトップ当選した民主党が34議席から54議席と躍進し第1党となったものの、協力関係にある生活者ネットワークなどをあわせても過半数は確保できなかった。自民党は48議席から38議席と惨敗し、1965年（昭和40年）以来の第2党に転落した。一方、公明党は組織票が機能し5回連続の全員当選となった。共産党は8議席と減らし生活者ネットワークは3議席に減らすなど、結果は民主党の一人勝ちであった。

### 議長不信任決議案可決
2011年（平成23年）10月18日、第3回東京都議会定例会最終日において、和田宗春議長に対する不信任決議案が提出され、自民党や公明党などの賛成多数で可決される。都議会に議長不信任決議案が上程されるのは、2度目であり、可決されたのは、初めてのことである。

### 自民党の第1党奪還と民主党の第4党転落
2013年（平成25年）6月23日に行われた東京都議会議員選挙では、自民党と公明党が候補者全員当選を果たし、それぞれ第1党・第2党となった。自民党の全員当選は史上初であり、また公明党は6回連続の全員当選である。一方、民主党は15議席と大きく議席を減らして惨敗し、17議席と議席数を大きく伸ばした共産党に次ぐ第4党へと転落した。第3極ではみんなの党が7議席と健闘する一方、維新の会が34人を公認したのに対し、2議席しか獲得できなかった。生活者ネットは1増（推薦が落ちたため実質現状維持）、その他の党は議席獲得はできなかった。

### 自公分裂、都民ファーストの会第1党
2016年、7月に開催された都知事選に勝利した小池百合子が東京都知事に就任。以降、各会派で活発な動きが見られた。同年12月に都議会公明党が1979年から続いてきた自民党会派との連携を見直し、事実上の連立解消を表明した。また年末には、都議会自民党に所属する都議会議員3人が都議会自民党幹事長に会派離脱届を提出した。3人は記者会見を開き、新たな会派「新風自民党」を立ち上げることを明らかにした。なお、自民党には残留する方針。翌2017年1月、小池都知事が事実上率いる政治団体都民ファーストの会が地域政党としての活動をスタート。旧・みんなの党の所属議員による会派「かがやけTOKYO」の所属都議3人が都議会に対し、「かがやけTOKYO」を改名する形で新会派「都民ファーストの会 東京都議団」の設立を届け出た。同年2月には民進党が、都議会にある会派のうち、旧・民主党系の「都議会民進党」の14人と、旧・維新の党系の「民進党都議団」の4人の2つの会派を合流、新会派「東京改革議員団」を結成。なお新会派は「都議会生活者ネットワーク」の2人や無所属の2人にもラブコールを送り、参加を呼び掛けるとした。2月20日には、1月に「都議会自民党」を脱退し「新風自民党」を結成した3人のうち2人が自民党に対し離党届を提出、20日付で自民党東京都連により離党届が受理され、都民ファーストの会へ合流した。
築地市場の豊洲地区への移転問題について、2月22日、東京都議会の定例会の中で午後に開かれた本会議で、豊洲市場をめぐる一連の問題をめぐり、法律に基づく厳しい調査権を持つ調査特別委員会（百条委員会）の設置を全会一致で可決した。都議会における百条委員会の設置は2005年以来、12年ぶり7回目。委員会では、土地購入を決めた当時の石原慎太郎・元知事や浜渦武生・元副知事の証人喚問を行うことも併せて決定。3月11日、豊洲市場を巡る一連の問題に対する百条委員会が開会。初日は、当時の関係者を召喚し証人喚問を行った。そして、3月20日に移転を決定した当時の東京都知事・石原慎太郎を召集し、証人喚問を行う。
7月2日、2017年東京都議会議員選挙が行われ、小池知事率いる都民ファーストの会が、公認候補50人中49人が当選する大勝利。推薦した無所属候補6人の追加公認を含め55議席を確保し、自民党から都議会第一党の座を奪取。また選挙協力を行った公明党・生活者ネットら小池知事を支持する勢力が半数を超える圧勝。一方、自民党は23議席に終わり、第一党の座から転落しただけでなく、2009年都議選の38議席を大幅に下回る過去最低の大惨敗。共産党は安倍政権と小池都政のどちらにも反対する勢力の票を吸収しさらに勢力を拡大した一方で、民進党・日本維新の会は「都民ファーストVS自民」の構図の中で埋没する形となり、維新は改選前と変わらず1議席にとどまり、民進に至っては改選前に7議席あった議席数は2議席減の5議席に終わり、旧・民主党結党以来最低だった前回（2013年）の15議席を大きく下回る結果となった。
9月25日に小池が希望の党の代表就任を表明し国政進出することが明らかになるとこれを機に公明党との関係が悪化。公明党は11月14日に正式に知事与党からの離脱を宣言した。一方で都民ファースト単独では議会の過半数に届かないことから、小池側が公明党の協力を仰ぐ状態が目立った。

### 自公連携復活
2021年3月19日、自民と公明は都議会での関係を修復し、都議選協力に向けた政策協定書に調印。公明と都民ファーストの会との連携は解消された。同年6月25日の2021年東京都議会議員選挙では都民ファーストの会は大幅に議席を減らし、自民党が第1党を奪還した。
2024年7月4日、2024年東京都知事選挙と同日に行われた、東京都議会議員補欠選挙において、自民党は院内第一党を維持したものの、公認候補の出馬した8つの選挙区において、2勝6敗と負け越し、勝敗ラインの4勝を大きく下回った。裏金問題が取り沙汰された、前自由民主党政務調査会長萩生田光一のお膝元である八王子市選挙区では、自民党の公認候補が諸派の候補に大きな差をつけられ敗北した。

### 自民党大敗と新興政党の躍進
2025年6月22日、議員の任期満了にともない、都議選が執行された。自民党は21議席と党としての過去最低を記録する大敗で都議会第一党から陥落し、裏金問題を受けて非公認で立候補した6名の自民党都議のうち、3名が落選し、その中には三宅茂樹元都議会議長や、小宮安里元都議連幹事長なども含まれていた。同じく国政与党の公明党は現有から公認候補を1人減らす守りの選挙で臨んだが、結局3名が落選し、36年ぶりの候補者落選となった。一方都政与党の都民ファーストの会は31議席と告示前勢力を5議席上回って都議会第一党を奪還した。ただ、千代田区選挙区で現職の平慶翔が無所属の新人に敗れる想定外の事態も起きた。立憲民主党は日本共産党との連携が奏功し、得票数は公認候補を絞ったこともあり、前回から減少したものの告示前勢力を5議席、前回獲得議席からは2議席上積みして公認候補20人に対して17議席とした。日本共産党は現有議席から5議席減らして14議席として、党の退潮傾向を示す結果となった。既成の政党が伸び悩む中で、国民民主党が9議席、参政党が3議席をそれぞれ獲得して都議会で初めて議席を獲得した。しかし、新興勢力内でも明暗が分かれ、前安芸高田市長の石丸伸二代表率いる政治団体・再生の道は42人を擁立し、政策を掲げないという新しいやり方で挑んだものの、議席は獲得できなかった。れいわ新選組も0議席に終わった。自民党が史上最悪の大敗を喫し、公明、共産などの組織政党が退潮するなかで、新興勢力が議席を得たことで、夏の参院選への影響が注目されている。

## 構成
- 定数：127人
- 任期：4年
- 選挙区：各市区町村を選挙区とする中選挙区制（単記非移譲式）、1人区は小選挙区制
- 議長：増子博樹（都民ファーストの会）
- 副議長：谷村孝彦（公明党）

### 任期
4年。議会解散が実施されれば任期満了前であっても議員任期は終了する。

### 定数
127。

### 選出方法
中選挙区制と小選挙区制を実施。なお、過去に無投票当選は、1951年の伊豆七島選挙区（当時）、1963年の八王子市選挙区、2021年の小平市選挙区の3例が存在する。また、補欠選挙については、複数定員区においては2名以上、1名の場合はその欠員が生じた場合に実施される。また、東京都知事選挙が実施される場合は人数問わず欠員が生じた選挙区のすべてにおいて、欠員を補充する補欠選挙が実施される（いわゆる「便乗選挙」。例として2020年7月6日の東京都知事選挙と同時に欠員が生じていた大田区、北区、日野市、北多摩第三の各選挙区で実施されている）。

### 定例会
定例会の回数は、毎年4回と決められている。(東京都議会定例会の回数に関する条例)
例年、1回目の定例会は2月〜3月の30日間、2回目の定例会は6月の15日間、3回目の定例会は9月〜10月の30日間、4回目の定例会は11月〜12月の15日間、開催されている。
知事辞職、議会解散によって例年通りのスケジュールとならない年もある。

### 事務局
都議会を補助する事務組織として「議会局」が置かれている。正式名称は「東京都議会議会局」であり、「東京都議会局」ではない。(東京都議会議会局条例)
現在の局長は宮澤浩司（前・環境局次長、2025年4月1日 - ）。
- 管理部 - 秘書課、総務課、経理課、広報課
- 議事部 - 議案法制課、議事課
- 調査部 - 管理課、調査企画課

## 会派
| 会派名                                                           | 議員数 | 所属党派                                         | 女性議員数 | 女性議員の比率(%) |
| ---------------------------------------------------------------- | ------ | ------------------------------------------------ | ---------- | ----------------- |
| 都民ファーストの会 東京都議団                                    | 32     | 都民ファーストの会31・無所属1                    | 12         | 37.5              |
| 東京都議会自由民主党                                             | 22     | 自由民主党21・無所属1                            | 1          | 4.5               |
| 東京都議会立憲民主党・ミライ会議・生活者ネットワーク・無所属の会 | 22     | 立憲民主党17・東京・生活者ネットワーク1・無所属4 | 8          | 36.4              |
| 都議会公明党                                                     | 19     | 公明党                                           | 6          | 31.6              |
| 日本共産党東京都議会議員団                                       | 14     | 日本共産党                                       | 13         | 92.9              |
| 国民民主党東京都議団                                             | 9      | 国民民主党                                       | 2          | 22.2              |
| 東京都議会参政党                                                 | 3      | 参政党                                           | 1          | 33.3              |
| 地域政党 自由を守る会                                            | 2      | 自由を守る会                                     | 2          | 100               |
| 無所属（やちよの会）                                             | 1      | 無所属                                           | 1          | 100               |
| 無所属（東京・品川からやさしい未来を）                           | 1      | 無所属                                           | 1          | 100               |
| 無所属（新時代の八王子）                                         | 1      | 無所属                                           | 0          | 0                 |
| 無所属（グリーンな東京）                                         | 1      | 緑の党グリーンズジャパン                         | 1          | 100               |
| 現員                                                             | 127    |                                                  | 48         | 37.8              |
| 欠員                                                             | 0      |                                                  |            |                   |
| 定員                                                             | 127    |                                                  |            |                   |

※2025年7月23日現在
議員数が5名以上の会派には代表質問権が、11名以上の会派には議案提案権が与えられている。
社会民主党は2001年（平成13年）に議席がゼロとなって以来、公認候補の当選による会派結成には至っていない。

### 同名の会派が並立した例
みんなの党（会派「都議会みんなの党」）は当初7議員全員による単一会派を結成していたが、2013年（平成25年）7月頃に表面化した渡辺喜美代表と江田憲司幹事長の不和の影響を受け、会派幹事長に両角穣都議を推す渡辺派4議員と野上幸絵都議を推す江田派3議員の間で対立が発生。最終的に渡辺派4議員が会派を離脱して新会派（会派「みんなの党」、のち「みんなの党 Tokyo」）を結成したため、しばらくの間はみんなの党の名を冠する会派が併存する状態が続いていた。同年末に江田が離党して結いの党を結成すると、江田派の3議員は結いの党に合流して会派名も「都議会結いの党」に改めたため（後に日本維新の会と統一会派を結成）、併存状態は解消された。
2016年（平成28年）3月27日に民主党と維新の党が合流し民進党が結成されたことを受け、都議会においても旧民主党の会派「都議会民主党」と旧維新の党の会派「都議会維新の党」が統一されるものと見られたが、「国が合流したからといってすぐに合流できるわけではない。話し合いもまだしておらず、協議を進めた上で考えたい」（旧民主党尾崎大介・都議会民進党幹事長）という状況から先送りとなった。同年4月1日、旧民主が「都議会民進党」、旧維新が「民進党都議団」と会派名称変更を届け出たが、会派の統一はなされず、民進党の会派が二つある状態となった。翌2017年2月14日、旧民主の「都議会民進党」と旧維新の「民進党都議団」が合流し、新会派「東京改革議員団」が結成されたことによりこの状態は解消された。
2016年（平成28年）の年末、自民党の会派「都議会自民党」の所属議員のうち3議員が都議会自民党に対し会派離脱届を提出し、新たな会派「新風自民党」を結成することを発表。翌2017年1月に「新風自民党」が結成されるが、2月20日、うち2人が自民党を離党し都民ファーストの会へ合流したため「一人会派」となった。2018年1月31日に「新風自民党」唯一の所属議員が「都議会自民党」に復帰したことにより併存状態は解消された。

## 選挙区
| 選挙区名   | 定数 | 選挙区名   | 定数 | 選挙区名   | 定数 | 選挙区名   | 定数 |
| ---------- | ---- | ---------- | ---- | ---------- | ---- | ---------- | ---- |
| 千代田区   | 1    | 中央区     | 1    | 港区       | 2    | 新宿区     | 4    |
| 文京区     | 2    | 台東区     | 2    | 墨田区     | 3    | 江東区     | 4    |
| 品川区     | 4    | 目黒区     | 3    | 大田区     | 7    | 世田谷区   | 8    |
| 渋谷区     | 2    | 中野区     | 3    | 杉並区     | 6    | 豊島区     | 3    |
| 北区       | 3    | 荒川区     | 2    | 板橋区     | 5    | 練馬区     | 7    |
| 足立区     | 6    | 葛飾区     | 4    | 江戸川区   | 5    | 八王子市   | 5    |
| 立川市     | 2    | 武蔵野市   | 1    | 三鷹市     | 2    | 青梅市     | 1    |
| 府中市     | 2    | 昭島市     | 1    | 町田市     | 4    | 小金井市   | 1    |
| 小平市     | 2    | 日野市     | 2    | 西東京市   | 2    | 西多摩     | 2    |
| 南多摩     | 2    | 北多摩第一 | 3    | 北多摩第二 | 2    | 北多摩第三 | 3    |
| 北多摩第四 | 2    | 島部       | 1    |            |      |            |      |

- 西多摩選挙区：福生市、羽村市、あきる野市、西多摩郡
- 南多摩選挙区：多摩市、稲城市
- 北多摩第一選挙区：東村山市、東大和市、武蔵村山市
- 北多摩第二選挙区：国分寺市、国立市
- 北多摩第三選挙区：調布市、狛江市
- 北多摩第四選挙区：清瀬市、東久留米市
- 島部選挙区：東京都島嶼部(大島支庁、三宅支庁、八丈支庁、小笠原支庁)

※島部選挙区における人口は東京都全体の議員1人当たりの人口の半数未満であるが、公職選挙法271条に基づく特例選挙区として存続している。千代田区選挙区は2017年の選挙から特例選挙区の対象から外れた。
※西多摩選挙区、南多摩選挙区、北多摩第一ないし第四の各選挙区は、公職選挙法15条3項に基づく任意合区による選挙区である。
※2016年に定数配分が変更され、北区・中野区でそれぞれ定数1減（ともに4→3）。町田市と北多摩第三選挙区でそれぞれ定数1増（町田：3→4、北多摩第三：2→3）の定数調整が行われ、2017年の選挙から適用された。
※2020年7月17日の都議会本会議で、練馬区で定数1増（6→7）、大田区で1減（8→7）に定数是正する条例が可決、成立した。2021年7月の選挙より適用された。
| 選挙区名 | 定数 | 選出議員（所属会派）   | 選出議員（所属会派） |
| -------- | ---- | ---------------------- | -------------------- |
| 千代田区 | 1    | 佐藤沙織里（や会）     |                      |
| 中央区   | 1    | 高橋真規子（都民）     |                      |
| 港区     | 2    | 菅野弘一（自民）       | 宮崎大輔（国民）     |
| 新宿区   | 4    | 大山とも子（共産）     | 三雲崇正（立会）     |
| 新宿区   | 4    | 奥本友里（国民）       | 吉住栄郎（自民）     |
| 文京区   | 2    | 福手裕子（共産）       | 増子博樹（都民）     |
| 台東区   | 2    | 中山寛進（立会）       | 保坂真宏（都民）     |
| 墨田区   | 3    | 成清梨沙子（都民）     | 藤崎剛暉（自民）     |
| 墨田区   | 3    | 加藤雅之（公明）       |                      |
| 江東区   | 4    | 細田勇（公明）         | 山﨑一輝（自民）     |
| 江東区   | 4    | 高橋巧（国民）         | 三戸安弥（自守）     |
| 品川区   | 4    | 伊藤興一（公明）       | 芹澤裕次郎（自民）   |
| 品川区   | 4    | 東由貴（立会）         | 篠原里佳（品川）     |
| 目黒区   | 3    | 山口星矢（都民）       | 西崎翔（立会）       |
| 目黒区   | 3    | 青木英太（自民）       |                      |
| 大田区   | 7    | 藤田綾子（共産）       | 福井悠太（国民）     |
| 大田区   | 7    | 最上佳則（参政）       | 荻野稔（都民）       |
| 大田区   | 7    | 桶屋誠人（立会）       | 森愛（立会）         |
| 大田区   | 7    | 湯本良太郎（自民）     |                      |
| 世田谷区 | 8    | 福島理恵子（都民）     | 里吉ゆみ（共産）     |
| 世田谷区 | 8    | 高久則男（公明）       | 小松大祐（自民）     |
| 世田谷区 | 8    | 望月正謹（参政）       | 高野貴裕（都民）     |
| 世田谷区 | 8    | 風間穣（立憲）         | 坂本雅志（国民）     |
| 渋谷区   | 2    | 中田喬士（立憲）       | 龍円愛梨（都民）     |
| 中野区   | 3    | 西沢圭太（立憲）       | 高倉良生（公明）     |
| 中野区   | 3    | 荒木千陽（都民）       |                      |
| 杉並区   | 6    | 茜ヶ久保嘉代子（都民） | 原田暁（共産）       |
| 杉並区   | 6    | 国崎隆志（国民）       | 関口健太郎（立憲）   |
| 杉並区   | 6    | 松葉多美子（公明）     | 早坂義弘（自民）     |
| 豊島区   | 3    | 本橋弘隆（都民）       | 米倉春奈（共産）     |
| 豊島区   | 3    | 谷公代（公明）         |                      |
| 北区     | 3    | 清野恵子（共産）       | 大松成（公明）       |
| 北区     | 3    | 駒崎美紀（都民）       |                      |
| 荒川区   | 2    | 慶野信一（公明）       | 斉藤和樹（都民）     |
| 板橋区   | 5    | 鎌田悦子（公明）       | 宮瀬英治（立憲）     |
| 板橋区   | 5    | 中山詩都（都民）       | 竹内愛（共産）       |
| 板橋区   | 5    | 河野雄紀（自民）       |                      |

| 選挙区名   | 定数 | 選出議員（所属会派） | 選出議員（所属会派） |
| ---------- | ---- | -------------------- | -------------------- |
| 練馬区     | 7    | 小林健二（公明）     | 藤井智教（立憲）     |
| 練馬区     | 7    | 戸谷英津子（共産）   | 尾島紘平（都民）     |
| 練馬区     | 7    | 江崎早苗（参政）     | 柴崎幹男（自民）     |
| 練馬区     | 7    | 山口花（国民）       |                      |
| 足立区     | 6    | 後藤奈美（都民）     | 発地易隆（自民）     |
| 足立区     | 6    | 薄井浩一（公明）     | 斉藤真里子（共産）   |
| 足立区     | 6    | 大竹小夜子（公明）   | 銀川裕依子（立憲）   |
| 葛飾区     | 4    | 北口剛士（公明）     | 鴇崎直行（国民）     |
| 葛飾区     | 4    | 小川優太（都民）     | 平田充孝（自民）     |
| 江戸川区   | 5    | 竹平智春（公明）     | 天沼浩（国民）       |
| 江戸川区   | 5    | 上田令子（自守）     | 宇田川聡史（自民）   |
| 江戸川区   | 5    | 山田麻美（都民）     |                      |
| 八王子市   | 5    | 東村邦浩（公明）     | 両角穣（都民）       |
| 八王子市   | 5    | 伊藤祥広（自民）     | 細貝悠（立会）       |
| 八王子市   | 5    | 滝田泰彦（新八）     |                      |
| 立川市     | 2    | 伊藤大輔（都民）     | 鈴木烈（立会）       |
| 武蔵野市   | 1    | 笹岡裕子（立会）     |                      |
| 三鷹市     | 2    | 中村洋（立会）       | 山田浩史（都民）     |
| 青梅市     | 1    | 森村隆行（都民）     |                      |
| 府中市     | 2    | 小山有彦（都民）     | 増山明香（自民）     |
| 昭島市     | 1    | 内山真吾（都民）     |                      |
| 町田市     | 4    | 村松俊孝（公明）     | 藤井晃（都民）       |
| 町田市     | 4    | 星大輔（自民）       | 東友美（立会）       |
| 小金井市   | 1    | 漢人明子（グリ）     |                      |
| 小平市     | 2    | 磯山亮（自民）       | 竹井ようこ（立会）   |
| 日野市     | 2    | 寺前桃子（都民）     | 清水登志子（共産）   |
| 西東京市   | 2    | 浜中義豊（自民）     | 桐山ひとみ（立会）   |
| 西多摩     | 2    | 清水康子（都民）     | 田村利光（自民）     |
| 南多摩     | 2    | 岩佐行浩（立会）     | 遠藤千尋（都民）     |
| 北多摩第一 | 3    | 高田清久（公明）     | 尾崎あや子（共産）   |
| 北多摩第一 | 3    | 関野杜成（都民）     |                      |
| 北多摩第二 | 2    | 岩永康代（立会）     | 本橋巧（自民）       |
| 北多摩第三 | 3    | 尾崎大介（都民）     | 田中智子（共産）     |
| 北多摩第三 | 3    | 飯田健一（公明）     |                      |
| 北多摩第四 | 2    | 原紀子（共産）       | 渋谷信之（自民）     |
| 島部       | 1    | 三宅正彦（自民）     |                      |

## 選挙区の変遷
「島部選挙区」(とうぶせんきょく)については、東京府会時代から1943年の第1回都議会議員選挙まで「島嶼選挙区」という名称であり、戦後に小笠原諸島が日本の施政権から分離された後の1947年の第2回都議会議員選挙から1965年の第7回都議会議員選挙までは「伊豆七島選挙区」という名称になり、1969年の第8回都議会議員選挙から小笠原諸島の日本復帰を経て現在まで「島部選挙区」となっている。

## 選挙結果
東京都議会選挙は、1965年（昭和40年）、都議会議長選による汚職に端を発した「黒い霧事件」で自主解散して以来、統一地方選挙としては実施されていない。統一地方選挙の中間年（丑年、巳年、酉年）に行われる。また、総選挙や参議院議員通常選挙など国会議員選挙の直前に行われる場合も多く（平成以降では1997年を除き2021年まで全て該当）、その場合、選挙の結果を占う選挙としての性格も強く持っている。
事実、都議選の結果はすべて直後の国政選挙に直結するといわれており、1989年（平成元年）は自民党が惨敗・社会党が勝利となりその直後の参院選でも土井たか子委員長のマドンナ旋風で社会党が勝利。1993年（平成5年）は日本新党が躍進・社会党が惨敗となりその直後の総選挙では日本新党を中心とする新党ブームで社会党が惨敗・自民党が下野し55年体制が崩壊。2001年・2005年は小泉純一郎総理の人気を追い風に自民党が第一党をキープ・民主党躍進・社民党と共産党が議席減となりその直後の選挙でも自民党が大勝をおさめ民主党が躍進し2大政党時代の到来となる。2009年（平成21年）は民主党が圧勝・自民党が大敗となり直後の総選挙での政権交代のきっかけとなった。2013年（平成25年）は逆に民主党は大幅に議席減・自民党が圧勝・さらに共産党が躍進という結果となり直後の参院選では自民党が参院第一党に復帰しねじれ国会の解消となった。しかしながら、2017年（平成29年）はこの経験則が覆され、都議選で過去最低の議席数に終わった自民党が約2ヶ月半後の総選挙で勝利した。
なお、以下の選挙結果において、第20回で行われた都民ファーストの公明党候補への推薦・第19回まで選挙区で行われた公明党の自民党候補への推薦および生活者ネットの民主党候補への推薦は省略している。
| 第21回 2021年(令和3年）7月4日施行 |        |      |      |     |
|                                   | 政党   | 公認 | 推薦 | 計  |
| 与党                              | 都民   | 31   |      | 31  |
| 野党                              | 自民   | 33   | 0    | 33  |
| 野党                              | 公明   | 23   | 0    | 23  |
| 野党                              | 共産   | 19   |      | 19  |
| 野党                              | 立民   | 15   | 0    | 15  |
| 野党                              | ネット | 1    | 0    | 1   |
| 野党                              | 維新   | 1    | 0    | 1   |
| 無所属                            | 無所属 | 4    | -    | 4   |
| 計                                | 計     | 127  | 0    | 127 |
| 投票率 : 42.39％ 無投票選挙区あり |        |      |      |     |

| 第20回 2017年（平成29年）7月2日施行 |        |      |      |     |
|                                     | 政党   | 公認 | 推薦 | 計  |
| 与党                                | 都民   | 49   | 7    | 56  |
| 与党                                | 公明   | 23   | 0    | 23  |
| 与党                                | ネット | 1    | 0    | 1   |
| 野党                                | 自民   | 23   | 0    | 23  |
| 野党                                | 共産   | 19   | 1    | 19  |
| 野党                                | 民進   | 5    | 0    | 5   |
| 野党                                | 維新   | 1    | 0    | 1   |
| 無所属                              | 無所属 | 6    | -    | 6   |
| 計                                  | 計     | 127  | 0    | 127 |
| 投票率 : 51.28％                    |        |      |      |     |

| 第19回 2013年（平成25年）6月23日施行 |        |      |      |     |
|                                      | 政党   | 公認 | 推薦 | 計  |
| 与党                                 | 自民   | 59   | 0    | 59  |
| 与党                                 | 公明   | 23   | 0    | 23  |
| 野党                                 | 共産   | 17   | 0    | 17  |
| 野党                                 | 民主   | 15   | 0    | 15  |
| 野党                                 | みんな | 7    | 0    | 7   |
| 野党                                 | ネット | 3    | 0    | 3   |
| 野党                                 | 維新   | 2    | 0    | 2   |
| 無所属                               | 無所属 | 1    | -    | 1   |
| 計                                   | 計     | 127  | 0    | 127 |
| 投票率 : 43.50%                      |        |      |      |     |

| 第18回 2009年（平成21年）7月12日施行 |        |      |      |     |
|                                      | 政党   | 公認 | 推薦 | 計  |
| 与党                                 | 自民   | 38   | 0    | 38  |
| 与党                                 | 公明   | 23   | 0    | 23  |
| 野党                                 | 民主   | 54   | 3    | 54  |
| 野党                                 | 共産   | 8    | 0    | 8   |
| 野党                                 | ネット | 2    | 1    | 2   |
| 無所属                               | 無所属 | 2    | -    | 2   |
| 計                                   | 計     | 127  | 3    | 127 |
| 投票率 : 54.49%                      |        |      |      |     |

| 第17回 2005年（平成17年）7月3日施行 |        |      |      |     |
|                                     | 政党   | 公認 | 推薦 | 計  |
| 与党                                | 自民   | 48   | 0    | 48  |
| 与党                                | 公明   | 22   | 0    | 22  |
| 野党                                | 民主   | 35   | 0    | 35  |
| 野党                                | 共産   | 13   | 0    | 13  |
| 野党                                | ネット | 3    | 0    | 3   |
| 野党                                | 諸派   | 1    | 0    | 1   |
| 無所属                              | 無所属 | 4    | -    | 4   |
| 計                                  | 計     | 127  | 0    | 127 |
| 投票率 : 43.99%                     |        |      |      |     |

## 主な都議会議員出身者
衆議院議員（現職）
| - 阿部祐美子（立憲民主党） - 五十嵐衣里（立憲民主党） - 大河原雅子（立憲民主党、元参議院議員） | - 田中健（国民民主党） - 高木啓（自由民主党、元都議会自由民主党幹事長） - 手塚仁雄（立憲民主党、元内閣総理大臣補佐官） - 萩生田光一（元自由民主党政務調査会長、元経済産業大臣、元文部科学大臣） | - 松下玲子（立憲民主党、元武蔵野市長） - 松原仁（無所属、元国家公安委員会委員長、元拉致問題担当大臣） |

参議院議員（現職）
- 塩村文夏（立憲民主党）
- 山田宏（自由民主党、元杉並区長）
- 柳ヶ瀬裕文（日本維新の会総務会長、東京維新の会代表）

首長（現職）
| - 青木英二（目黒区） - 小美濃安弘（武蔵野市） - 近藤弥生（足立区） - 酒井大史（立川市） | - 坂本健（板橋区） - 鈴木晶雅（大田区） - 滝口学（荒川区） - 服部征夫（台東区） | - 樋口高顕（千代田区） - 森澤恭子（品川区） - 山田加奈子（北区） |

元議員・その他
| - 秋山肇（元自由民主党参議院議員、元税金党幹事長） - 青山良道（元中野区長） - 浅沼稲次郎（元衆議院議員、第3代日本社会党委員長） - 石川良一（元稲城市長） - 石渡照久（元自由民主党衆議院議員） - 伊藤昌弘（元民社党衆議院議員） - 臼井孝（元あきる野市長) - 内山榮一（元台東区長） - 宇田川芳雄（元衆議院議員） - 大川清幸（元参議院議員、元公明党顧問） - 大塚雄司（元衆議院議員、元建設大臣） - 大西英男（元自由民主党都連副会長、元総務大臣政務官） - 小川睦郎（元小平市長） - 沖田正人（元日本社会党衆議院議員） - 小倉基（元渋谷区長） - 小沢潔（元自由民主党衆議院議員、元北海道開発庁・沖縄開発庁長官） - 音喜多駿（日本維新の会政務調査会長） - 小野田隆（元新宿区長） - 粕谷茂（元自由民主党衆議院議員、元北海道開発庁・沖縄開発庁長官、元自由民主党東京都連最高顧問） - 加藤清政（元千代田区長、元日本社会党衆議院議員） - 川端文夫（元民社党衆議院議員） - 木内良明（元公明党衆議院議員、その後都議に復帰） - 北島義彦（1964年東京オリンピック大会招致実行委員長） - 木村勉（元自由民主党衆議院議員、元内閣府副大臣） - 鯨岡兵輔（元衆議院副議長、元環境庁長官） - 熊本哲之（元世田谷区長） - 黒須隆一（元八王子市長） | - 小杉隆(元自由民主党衆議院議員、元文部大臣） - 小林正則（元小平市長） - 小林多門（元自由民主党衆議院議員） - 小林政子（元日本共産党衆議院議員） - 小山省二（元自由民主党衆議院議員、元自治政務次官） - 笠井庄兵衞（元都議） - 坂口光治（元西東京市長） - 実川博（元都議） - 渋沢利久（元日本社会党副委員長） - 島田久（元民主党衆議院議員） - 下村博文（自由民主党東京都連会長、自由民主党選挙対策委員長、元文部科学大臣） - 白井常信（元都議） - 清水清一朗（元自由民主党衆議院議員） - 菅原一秀（元衆議院議員、元経済産業大臣） - 竹入義勝（元公明党最高顧問・中央執行委員長） - 高橋一郎（元自由民主党衆議院議員、元国土交通副大臣） - 田島衛（元新自由クラブ衆議院議員） - 田中良（元杉並区長） - 田辺哲夫（元自由民主党参議院議員、元法務政務次官） - 棚橋泰助（元都議・労働評論家） - 出口晴三（元葛飾区長） - 遠山景光（元千代田区長） - 中田俊一（プラチナ萬年筆創業者・元都議） - 中西一善（元衆議院議員） - 中山義活（元衆議院議員、元民主党東京都連会長） - 西川太一郎（元荒川区長、元衆議院議員） - 西岡真一郎（元小金井市長） | - 初鹿明博（元衆議院議員、元民進党青年局長） - 長谷川英憲（元都政を革新する会代表） - 花川與惣太（元北区長） - 樋口俊一（元民主党衆議院議員・参議院議員） - 廣川志津江（元自由民主党衆議院議員、夫は元農林大臣の廣川弘禅） - 深谷隆司（TOKYO自民党政経塾塾長、元衆議院議員、元通商産業大臣） - 福澤諭吉 (府会時代、東京学士会院初代会長) - 福地源一郎 (府会時代、後に東京市会議員) - 藤井富雄（元公明党最高顧問） - 藤原行正（元都議会公明党幹事長） - 藤原哲太郎（元民社党衆議院議員） - 保坂三蔵（元自由民主党参議院議員、元経済産業副大臣） - 古谷榮（元日野市長） - 古谷太郎（元日野市長） - 増田卓二（元都議・政治評論家） - 町田健彦（元荒川区長） - 松本文明（元自由民主党衆議院議員） - 三上英子（元都議、夫は元杉並区議会議長の三上英雄） - 三井マリ子（元都議・評論家） - 本島百合子（元民社党衆議院議員） - 山﨑孝明（元江東区長） - 山崎泰（元都議） - 山本譲司（元民主党衆議院議員） - 吉田公一（元民主党衆議院議員、元農林水産副大臣） - 龍年光（元都議会副議長） |

## 歴代議長
| 代         | 氏名       | 就任   | 退任   |
| ---------- | ---------- | ------ | ------ |
| 10         | 牧野賤男   |        |        |
| 11         | 矢野鉉吉   |        |        |
| 12         | 大石保     |        |        |
| 13         | 中野勇治郎 |        |        |
| 14         | 片山久蔵   |        |        |
| 15         | 赤塚五郎   |        |        |
| 16         | 遠藤千元   |        |        |
| 17         | 三隅正     |        |        |
| 18         | 朝倉虎治郎 |        |        |
| 19         | 田中源     |        |        |
| 20         | 平林浅次郎 |        |        |
| 21         | 岡蕃       |        |        |
| 22         | 渡辺平次郎 |        |        |
| 23         | 大橋清太郎 |        |        |
| 24         | 川本金太郎 |        |        |
| 25         | 山田竹治   |        |        |
| 26         | 高岡宣次   |        |        |
| 27         | 大沢梅次郎 | 1942年 | 1943年 |
| 東京都議会 |            |        |        |
| 1          | 有馬秀雄   | 1943年 | 1944年 |
| 2          | 大沢梅次郎 | 1944年 | 1945年 |
| 3          | 内田秀五郎 | 1945年 | 1946年 |
| 4          | 桑原信助   | 1946年 | 1946年 |
| 5          | 内田秀五郎 | 1946年 | 1947年 |
| 6          | 石原永明   | 1947年 | 1951年 |
| 7          | 菊池民一   | 1951年 | 1952年 |
| 8          | 斉藤清亮   | 1952年 | 1953年 |
| 9          | 佐々木恒司 | 1953年 | 1954年 |
| 10         | 窪寺伝吉   | 1954年 | 1955年 |
| 11         | 四宮久吉   | 1955年 | 1956年 |
| 12         | 中西敏二   | 1956年 | 1957年 |
| 13         | 上條貢     | 1957年 | 1958年 |
| 14         | 清水長雄   | 1958年 | 1959年 |
| 15         | 内田道治   | 1959年 | 1960年 |
| 16         | 村田宇之吉 | 1960年 | 1961年 |
| 17         | 建部順     | 1961年 | 1963年 |
| 18         | 小山省二   | 1963年 | 1963年 |
| 19         | 大久保重直 | 1963年 | 1965年 |
| 20         | 小山貞雄   | 1965年 | 1965年 |
| 21         | 大日向蔦次 | 1965年 | 1969年 |
| 22         | 春日井秀雄 | 1969年 | 1972年 |
| 23         | 富田直之   | 1972年 | 1973年 |
| 24         | 醍醐安之助 | 1973年 | 1975年 |
| 25         | 山村久     | 1975年 | 1977年 |
| 26         | 河野一郎   | 1977年 | 1979年 |
| 27         | 高橋一郎   | 1979年 | 1981年 |
| 28         | 菅沼元治   | 1981年 | 1983年 |
| 29         | 田辺哲夫   | 1983年 | 1985年 |
| 30         | 若松貞一   | 1985年 | 1987年 |
| 31         | 近藤信好   | 1987年 | 1989年 |
| 32         | 小倉基     | 1989年 | 1991年 |
| 33         | 小林莞爾   | 1991年 | 1993年 |
| 34         | 奥山則男   | 1993年 | 1995年 |
| 35         | 熊本哲之   | 1995年 | 1997年 |
| 36         | 田中晃三   | 1997年 | 1999年 |
| 37         | 渋谷守生   | 1999年 | 2001年 |
| 38         | 三田敏哉   | 2001年 | 2003年 |
| 39         | 内田茂     | 2003年 | 2005年 |
| 40         | 川島忠一   | 2005年 | 2007年 |
| 41         | 比留間敏夫 | 2007年 | 2009年 |
| 42         | 田中良     | 2009年 | 2010年 |
| 43         | 和田宗春   | 2010年 | 2011年 |
| 44         | 中村明彦   | 2011年 | 2013年 |
| 45         | 吉野利明   | 2013年 | 2014年 |
| 46         | 高島直樹   | 2014年 | 2015年 |
| 47         | 川井重勇   | 2015年 | 2017年 |
| 48         | 尾崎大介   | 2017年 | 2019年 |
| 49         | 石川良一   | 2019年 | 2021年 |
| 50         | 三宅茂樹   | 2021年 | 2023年 |
| 51         | 宇田川聡史 | 2023年 | 2025年 |
| 52         | 増子博樹   | 2025年 |        |

## 議員報酬と諸手当
| 役職     | 議員報酬         | 政務活動費     |
| -------- | ---------------- | -------------- |
| 議長     | 月額 1,288,000円 | 月額 500,000円 |
| 副議長   | 月額 1,162,000円 | 月額 500,000円 |
| 委員長   | 月額 1,073,000円 | 月額 500,000円 |
| 副委員長 | 月額 1,054,000円 | 月額 500,000円 |
| 議員     | 月額 1,036,000円 | 月額 500,000円 |

（令和7年8月現在）
令和7年7月22日をもって、報酬の約2割を減額する減額措置が終了。
- 別途、年2回期末手当あり
- 政務活動費の残金は都に返還する義務がある
- 議員年金は2011年（平成23年）6月1日で廃止されている

その他諸手当
かつて、本会議や委員会に一日出席するごとに特別区及び島部選出の議員は10,000円、その他の地区選出の議員には12,000円の費用弁償が議員報酬とは別に支給されていたが、平成29年第1回定例会において廃止が全会一致で可決された。なお、費用弁償廃止後も島部在住の議員のみ交通費と宿泊費の実費が支給される。

## 不祥事

### 都議会黒い霧事件
1960年代に起こった、東京都議会をめぐる汚職事件。自民党都議15人が贈収賄で訴追され、1965年6月には都議会が自主解散した。

### 鈴木章浩議員による野次問題
2014年（平成26年）6月18日、塩村文夏（みんなの党）が少子化問題に関する発言中に鈴木章浩（自由民主党）が「早く結婚した方がいいんじゃないか」と野次を飛ばした。また、鈴木以外の議員からも野次があったことが朝日新聞とテレビ朝日の議場の音声分析の結果から分かった。

### 大場康宣議員によるポスターはがし問題
- 2020年8月 - 2019年5月ごろから、世田谷区議会議員の男性のポスターがはがされる被害が複数回あり、区議が警察に相談していた。防犯カメラの映像などから、犯行が大場康宣都議（自由民主党）によるものと特定された。警視庁成城警察署は2020年8月5日までに器物損壊容疑で大場を書類送検した[42]。

### 木下富美子議員の無免許運転問題
2021年7月の都議選で再選した木下富美子都議（都民ファーストの会）が選挙期間中に起こした無免許運転事故をめぐる問題。都議会は二度にわたって議員辞職勧告決議案を全会一致で可決し、正副議長名で三度「召喚状」を送付した。木下は2021年11月に議員辞職し、2022年2月、執行猶予付き有罪判決となった。

### 都議会自民党の政治資金収支報告書不記載問題
2024年12月、自由民主党の政治資金パーティー収入の裏金問題が都議会自民党でも判明し、2025年1月、都議会自民党は政治資金パーティー券収入を収支報告書に記載していなかった都議および都議経験者26人の氏名とそれぞれの不記載額を発表した。この中には現職の東京都議会議長である宇田川聡史が含まれており、都議会議長を辞職することとなった。また、宇田川を含む都議会自民党幹事長経験者6名について次期都議選については非公認とすることを決定した。
同年2月10日、都議会臨時会において、宇田川の辞任に伴う議長選挙が行われ、副議長であった都民ファーストの会の増子博樹が議長に選出され、副議長には公明党の谷村孝彦が選出された。都議会自民党は本問題を受けて議長候補を擁立しなかった。都議会第一党会派以外からの議長選出は、確認できる1965年以降では初の事態となった。

## 注目された議題

### 七生養護学校事件
2003年、東京都立七生養護学校で行われた性教育授業について土屋敬之都議が都議会で批判し、学校への非難が高まった事件。
その後、都議3名が教育への不当介入として訴訟され、賠償を命じられた。

### 東京都青少年の健全な育成に関する条例改正案
2010年、都議会に提出された改正案について作家、出版関係者、市民などから反対運動が巻き起こった。2010年6月に一度否決、同年12月に修正案が可決された。

### 築地市場移転問題
築地市場の機能を江東区豊洲に移転するにあたって発生した土壌汚染や住民訴訟などの諸問題。
2017年より都議会に「豊洲市場移転問題の調査特別委員会（百条委員会）」が設置され審議を行った。

### 都立高校校則問題
2020年、一部の都立高校でツーブロックの髪型を禁止する校則があることについて池川友一都議が都議会で質問し、教育長の「事件事故に遭う可能性がある」との答弁が反響を呼んだ。
その後、校則の見直しが進んだ。

### 都立高校入試の英語スピーキングテスト問題
中学3年生に英語スピーキングテストを実施し都立高校入試に反映させる方針をめぐる問題。
2022年10月、都立高入試の合否判定から試験結果を除外する条例案が提案された際、知事与党の都民ファーストの会から3名が造反し、党を除名された。

### 東京都青少年の健全な育成に関する条例における不健全図書の名称変更問題
2023年、都議会に提出された「不健全図書」という名称の変更を求める陳情。

### 発言取り消し動議
予算特別委員会で関口健太郎（立憲）都議が知事の姿勢に対し「答弁拒否」などと批判したことについて都民ファーストの会、自民党、公明党の会派が議事録から発言の取消を求める動議を提出し、可決された。3会派は共産都議の発言に対しても「虚偽があった」として取消を求める動議を提出、同様に可決された。ただし、いずれの都議も議事録からの削除には応じなかったため、発言の削除はされていない。